# Со-э-Помаред
Со-э-Помаре́д (фр. Saux-et-Pomarède, окс. Sauç e Pomareda) — коммуна во Франции, находится в регионе Юг — Пиренеи. Департамент — Верхняя Гаронна. Входит в состав кантона Сен-Годенс. Округ коммуны — Сен-Годенс.
Код INSEE коммуны — 31536.

## География

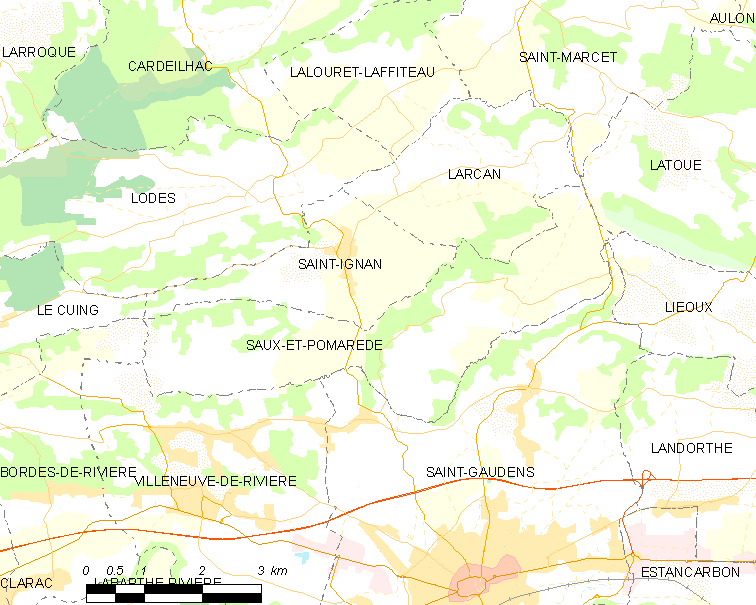
Карта коммуны

Коммуна расположена приблизительно в 650 км к югу от Парижа, в 80 км к юго-западу от Тулузы.

## Климат
Климат умеренно-океанический. Зима мягкая и снежная, весна характеризуется сильными дождями и грозами, лето сухое и жаркое, осень солнечная. Преобладают сильные юго-восточные и северо-западные ветры.

## Население
Население коммуны на 2010 год составляло 270 человек.
| 1962 | 1968 | 1975 | 1982 | 1990 | 1999 | 2010 |
| ---- | ---- | ---- | ---- | ---- | ---- | ---- |
| 127  | 102  | 122  | 194  | 251  | 251  | 270  |

## Администрация
| Период | Период | Фамилия           | Партия | Примечания           |
| ------ | ------ | ----------------- | ------ | -------------------- |
| ?      | 1987   | Поль Мюле         |        |                      |
| 1987   | 2001   | Гастон Лоран      |        | фермер               |
| 2001   | 2008   | Дени Пюш          |        |                      |
| 2008   | 2014   | Жан-Мишель Лапорт |        | профессор математики |
| 2014   | 2020   | Эвелин Сансонетто |        |                      |

## Экономика
В 2010 году среди 198 человек трудоспособного возраста (15—64 лет) 146 были экономически активными, 52 — неактивными (показатель активности — 73,7 %, в 1999 году было 71,0 %). Из 146 активных жителей работали 132 человека (71 мужчина и 61 женщина), безработных было 14 (4 мужчины и 10 женщин). Среди 52 неактивных 16 человек были учениками или студентами, 23 — пенсионерами, 13 были неактивными по другим причинам.